# Alfred Whitney Griswold
Alfred Whitney Griswold (27 de outubro de 1906 - 19 de abril de 1963), que atendia pelo segundo nome, foi um historiador e educador americano. Griswold recebeu um Ph.D. no novo campo da História, Artes e Letras, escrevendo a primeira dissertação em Estudos Americanos em 1933. Em 1951, Griswold tornou-se presidente da Universidade de Yale, servindo até sua morte em 1963.

## Carreira
Ele ensinou inglês por um ano, depois mudou para história, que ensinou em Yale a partir de 1933, tornando-se professor assistente em 1938, professor associado em 1942 e professor titular em 1947. Griswold recebeu o doutorado. no novo campo da história, as artes e as letras, escrevendo a primeira dissertação em estudos americanos em 1933.  O culto americano ao sucesso foi o assunto da dissertação, informado em parte pelo breve período de Griswold em Wall Street entre sua graduação e o Quebra do mercado de ações em 1929. Griswold escreveu The Far Eastern Policy of the United States (1938), Farming and Democracy (1948), Essays on Education (1954), In the University Tradition (1957) e Liberal Education and the Democratic Ideal (1959). Embora Griswold não fosse um especialista em relações exteriores, seu livro de 1938 sobre a política do Extremo Oriente foi uma pesquisa vigorosa e elegantemente escrita que por muitos anos foi o trabalho mais influente no campo.

### Presidente da Universidade de Yale
Em 1951, Griswold tornou-se presidente da Universidade de Yale, servindo até sua morte em 1963. Griswold não sabia de sua ascensão iminente à presidência. No dia de sua elevação, ele disse à esposa: "Graças a Deus não estamos nessa bagunça", depois de almoçarem com um amigo, o presidente do Mount Holyoke College. Como presidente, Griswold é creditado por triplicar a doação da universidade para US$ 375 milhões, construir 26 novos edifícios e estabelecer bolsas de pesquisa para jovens acadêmicos, particularmente nas ciências. Ele foi indiscutivelmente o primeiro presidente moderno de Yale e foi amplamente citado na mídia nacional por suas opiniões sobre assuntos externos, atletismo amador, liberdade acadêmica e na defesa das artes liberais contra a intrusão do governo. Griswold também trabalhou em colaboração com Nathan Pusey, seu homólogo em Harvard, para manter o amadorismo no atletismo entre as universidades conhecidas agora como Ivy League.

A decisão de criar a décima primeira e a décima segunda faculdades residenciais em Yale, conhecidas como Morse College e Ezra Stiles College, foi tomada por Griswold. Em 1952, ele estabeleceu programas de Master of Arts no ensino, afiliado aos tradicionais departamentos de artes liberais. Durante a Segunda Guerra Mundial, ele chefiou programas especiais de treinamento do Exército dos EUA em línguas e assuntos civis.